# Stig-Åke Lund

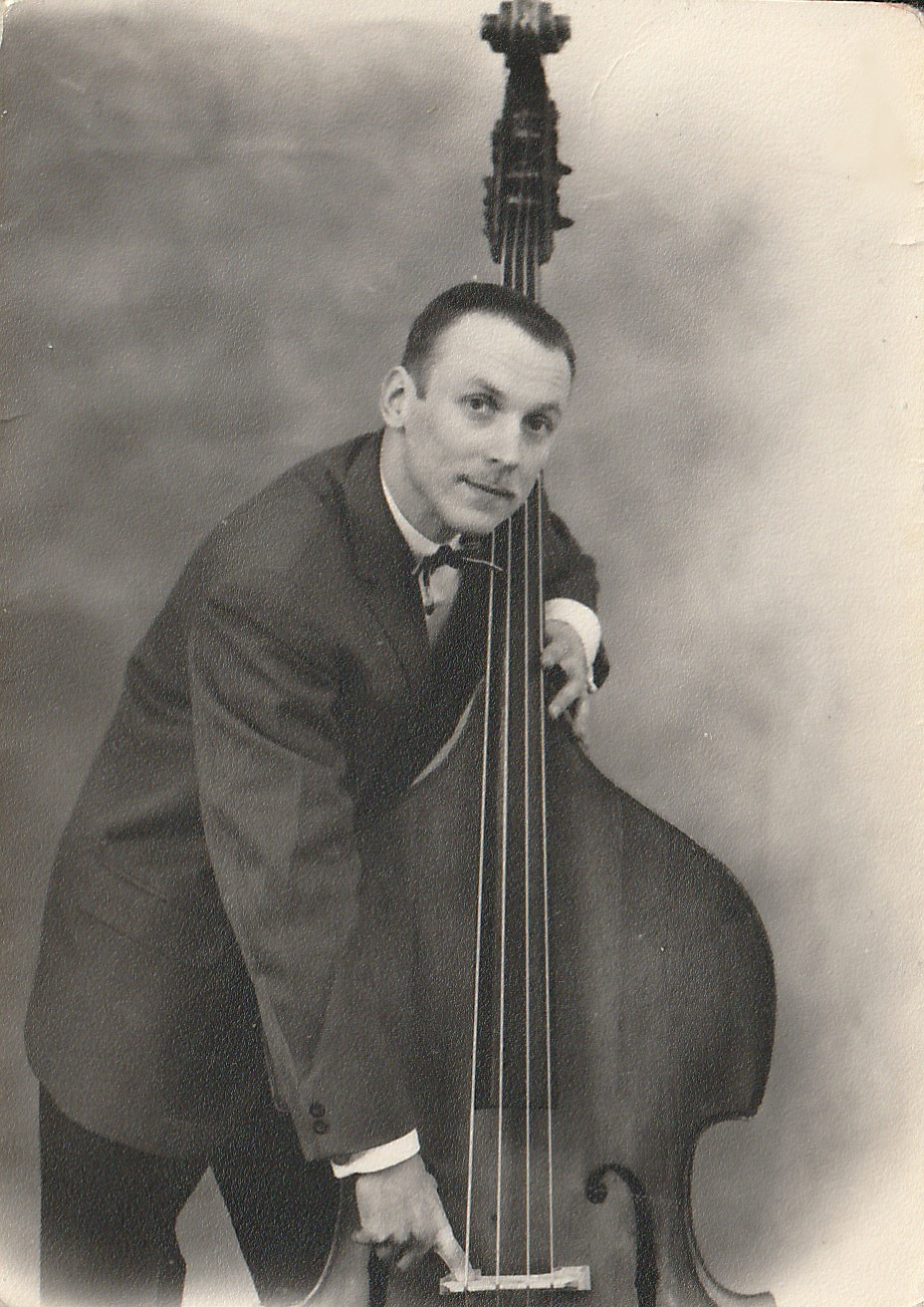
Stig-Åke Lund

Stig-Åke Lund, född 1932 i Stockholm, död 2023 i Sundbyberg, är en svensk konstnär, tecknare,  grafiker, skulptör, musiker samt utbildad guld- och silversmed.
Lund gick i lära vid hovjuvelerare Hugo Strömdahl i Stockholm därefter studerade han målning och teckning vid Gerlesborgsskolan, Anders Beckmans reklamskola och Konstfackskolan i Stockholm samt Stockholms universitets etsarkurs och vid Fetcós skola för bildande konst. Separat har han ställt ut på bland annat Galleri Duvan i Stockholm, Galleri Gammelstrand i Köpenhamn, La Gallerie Mouffe i Paris, Konstfrämjandet i Stockholm och Sundbybergs stadshus. Han har medverkat i ett stort antal grupp- och samlingsutställningar i Sverige och utomlands. Han var under en period formgivare och designer hos Vivianna Torun Bulow-Hube.     
Lunds mest framträdande verk är hans montage med en blandning av tekniker från skulptur, silversmide och måleri, ofta med abstrakta motiv hämtade från naturen. Periodvis dominerades produktionen av skulpturala verk i metall, ofta i silver. I hans bildkonst finns teckningar av tusch och kol, men även målningar i olja eller guache. I bildkonsten återfinns ofta motiv från hans hemtrakter på Södermalm i Stockholm samt olika andra stadsvyer i Stockholm. Lund producerade också grafiska blad med reliefverkan i motiven samt föremål i silver, koppar och trä.     
Lund är representerad vid Nationalmuseum, Statens konstråd, Metropolitan Museum of Art i New York, Köpenhamns konstindustrimuseum, Musée de l'Art Moderne i Menton, Frankrike, Museum of Fine Arts i Boston, Worchester Art Museum i New Hampshire och Sigvard Bernadottes samling.    
Lund ingick i olika musikensembler under 50 och 60 talet, på kontrabas. Ett av engagemangen var i Curt Silvéns orkester, där även  brodern Alf Lund kom att ingå. Silvéns orkester var vid den tiden en plats för unga musiker med ambitioner inom jazz, tex Merit Hemmingson, Hansson och Karlsson (Loffe).      
I början av sjuttiotalet rekryterades Lund till en religiös sekt som isolerade honom från samhället utanför sekten. Hans begåvning riktades istället mot att knacka dörr för att rekrytera medlemmar till sekten.         
Stig-Åke Lund lämnar efter sig barnen Mats Sonefors, Tomas Lund och Anna-Lena Lidberg. De ingår inte i sekten.